# San Dorligo della Valle
San Dorligo della Valle (em esloveno:  Dolina, em português:  São Dorligo do Vale) é uma comuna italiana da região Friul-Veneza Júlia, província de Trieste, com cerca de 5.926 habitantes. Estende-se por uma área de 24 km², tendo uma densidade populacional de 247 hab/km². Faz fronteira com a Eslovénia. Aqui mais de 70% de seus habitantes falam mais esloveno do que italiano.

## Demografia
| Variação demográfica do município entre 1861 e 2011                               |
|                                                                                   |
| Fonte: Istituto Nazionale di Statistica (ISTAT) - Elaboração gráfica da Wikipedia |